# 1552
Évszázadok: 15. század – 16. század – 17. század
Évtizedek: 1500-as évek – 1510-es évek – 1520-as évek – 1530-as évek – 1540-es évek – 1550-es évek – 1560-as évek – 1570-es évek – 1580-as évek – 1590-es évek – 1600-as évek
Évek: 1547 – 1548 – 1549 – 1550 –  1551 – 1552 – 1553 – 1554 – 1555 – 1556 – 1557

## Események

### Határozott dátumú események
- április 28. – A háborús események miatt (a német protestáns fejedelmek francia segítséggel elfoglalták a délnémet területeket) ismét felfüggesztik a trienti zsinatot.[1]
- július 9. – A Szondy György által védett Drégely elesik. (146 ember védte a törökök által elfoglalt várat. Szondi a romok között halt meg.)
- július 27. – Losonczy István temesi ispán szabad elvonulás fejében feladja Temesvárt Kara Ahmed pasa másodvezér seregének, amely köré a török megszervezi a második vilajetét.[2] (július 23-án (kb.) Tóth Mihály szegedi bíró 500 lovassal próbál bejutni az ostromlott Temesvárra, de a törökök megsemmisítik a csapatot (szentandrási csata). Több mint egy hónapnyi védelem után a német és spanyol zsoldosok behódoltak és a várkapitányt is erre kényszerítették, főleg azért, mert a pasa szabad elvonulást ígért a vár feladásáért. Losonczy István ekkor nem látott más lehetőséget, hát elfogadta a török ajánlatát és átadta a várat. A janicsárok azonban a vár kiürítésekor lekaszabolták a keresztény sereget.)
- július 30. – Török kézre kerül Lippa vára.[2]
- augusztus 10–11. – A törökök legyőzik a birodalmi és magyar sereget a palásti mezőn.
- augusztus 11. – Elesik Karánsebes.[2]
- szeptember 4. – Szolnok török kézre kerül.[2]
- szeptember 9. – Kara Ahmed pasa és Hadum Ali budai pasa egyesült serege ostrom alá veszi – a Dobó István parancsnoksága alatt álló – Eger várát.[2]
- október 13. – IV. Iván orosz cár csapatai beveszik Kazany városát, így a Volga menti Kazanyi Kánság Oroszország része lett.[3]
- október 17. – Befejeződik Eger várának ostroma, amely a várvédők sikerével zárul.[2]
- október 18. – Az egyesített török sereg elvonul Eger alól.[2]

### Határozatlan dátumú események
- június eleje – Hadum Ali pasa megszállja Veszprémet.
- az év nyara – Balassa Menyhárt nyeri el a dunántúli főkapitányi tisztet.[4]
- az év folyamán –
  - Egy birtokcsere révén I. Ferdinánd magyar király visszaszerzi a Szapolyai-pártiak kezén lévő gyulai végvárat.[5]
  - Elesik a szlavóniai Verőce, Csázma, Dombró és Usztilónya, valamint a Tahy-család kezében lévő gorbonoki kastély. (Ezzel Kőrös megye teljes egészében oszmán kézre került.)[6]
  - Az erdélyi országgyűlés kimondja, hogy a római katolikusok mellett az evangélikusok is szabadon gyakorolhatják vallásukat.[7]

## Születések
- február 28. – Jobst Bürgi svájci matematikus, órásmester, éggömbök és csillagászati műszerek készítője († 1632)
- július 18. – Rudolf magyar király, német-római császár és cseh király († 1612)
- szeptember 10. – Pálffy Miklós országbíró, hadvezér, a "győri hős". († 1600)
- szeptember 17. ‑ V. Pál pápa († 1621)[8]
- szeptember 22. – IV. Vaszilij orosz cár († 1612)
- december 29. – I. Henri de Bourbon-Condé Condé hercege († 1588)
- Šimon Lomnický z Budče cseh költő († 1622)

## Halálozások
- január 22. – Edward Seymour, Somerset 1. hercege, angol politikus (* 1506 körül)
- május 26. – Sebastian Münster svájci hebraista, bibliafordító, geográfus (* 1488)
- június 10. – Alexander Barclay angol költő (* 1475 körül)
- július 9. – Szondy György katona, Drégely várának hős kapitánya volt
- július 27. – Losonczy István, Temesvár kapitánya, nagybirtokos, főnemes
- október 14. – Oswald Myconius svájci reformátor (* 1488)
- december 3. – Xavéri Szent Ferenc, jezsuita szerzetes, misszionárius (* 1506)
- december 20. – Katharina von Bora, Luther Márton felesége (* 1499)